# Japans håndboldforbund
Japans håndboldforbund (japansk: 日本ハンドボール協会: forkortet JHA) er det japanske håndboldforbund. Forbundets hovedkvarter ligger i Tokyo. Forbundet er medlem af det asiatiske håndboldforbund, Asian Handball Federation (AHF) og det internationale håndboldforbund, International Handball Federation (IHF). Forbundet har ansvaret for herrelandsholdet og damelandsholdet.